# Tony Kurbos
Zvonko Kurbos, dit Tony Kurbos, né le 20 octobre 1960 à Maribor en Slovénie (alors en Yougoslavie), est un footballeur allemand, naturalisé français.

## Biographie
Attaquant de nationalité allemande engagé par le FC Metz en juillet 1982, il forme un duo prolifique avec Merry Krimau : 17 buts pour Kurbos et 23 buts pour Krimau (ex-finaliste de la coupe UEFA avec Bastia en 1978). En 1983-1984 il devient le leader de l'attaque messine et marque 15 buts en championnat et surtout le second but de la finale de la Coupe de France gagnée par Metz contre l'AS Monaco. En avril 1984, il marque six buts face à l'équipe de Nîmes (3-7) en championnat de France.
En 1984-1985, il reforme un nouveau duo ravageur avec le sénégalais Jules Bocandé. Le 10 octobre 1984, le FC Metz élimine le FC Barcelone chez lui, au Camp Nou en Coupe d'Europe en le battant 4 à 1, après s'être incliné 4 à 2 au match aller. Tony Kurbos est à l'occasion l'auteur d'un hat-trick. Puis Kurbos partira jouer en Division 2 une saison à l'AS St-Étienne d'abord, où il ne parviendra pas à s'imposer, et ensuite une autre saison au FC Mulhouse. Il revient à l'OGC Nice en juillet 1987 où il retrouve Jules Bocandé. Blessé à de nombreuses reprises, il ne retrouvera jamais le niveau connu à Metz et quittera Nice après trois saisons, en juin 1990, en ayant connu un intermède de quelques mois à l'AS Monaco. Il rejoint ensuite le club La Saint-Pierroise à la Réunion, où il remplace en attaque le grand Roger Milla.
En 1994, il met un terme à sa carrière et rentre à Stuttgart en Allemagne d'où il est originaire. En 1999 il rejoint à nouveau la Côte d'Azur et s'installe à Vence où il est importateur de voitures allemandes.
Tony Kurbos possède la nationalité française depuis 1986.

## Palmarès
- Vainqueur de la Coupe de France en 1984 avec le FC Metz
- Finaliste de la Coupe de France en 1989 avec l'AS Monaco
- Meilleur buteur du Groupe A de Division 2 (22 buts) en 1987 avec le FC Mulhouse
- Vice-Champion de France de Division 2 en 1986 avec l'AS Saint-Étienne
- Champion d'Allemagne Juniors en 1979 avec les Kickers de Stuttgart

### Source
- Marc Barreaud, Dictionnaire des footballeurs étrangers du championnat professionnel français (1932-1997), L'Harmattan, 1997.  (ISBN 2738466087)